# Aulotarache cuddapahensis
Aulotarache cuddapahensis är en fjärilsart som beskrevs av Embrik Strand 1917. Aulotarache cuddapahensis ingår i släktet Aulotarache och familjen nattflyn. Inga underarter finns listade i Catalogue of Life.